# Kecamatan Teluk Mutiara
Kecamatan Teluk Mutiara är ett distrikt i Indonesien.   Det ligger i provinsen Nusa Tenggara Timur, i den sydöstra delen av landet, 2 000 km öster om huvudstaden Jakarta. Kecamatan Teluk Mutiara ligger på ön Alor Island.